# Патернополі
Патернополі (італ. Paternopoli) — муніципалітет в Італії, у регіоні Кампанія, провінція Авелліно.
Патернополі розташоване на відстані близько 240 км на південний схід від Рима, 70 км на схід від Неаполя, 22 км на схід від Авелліно.
Населення — 2408 осіб (2014).
Щорічний фестиваль відбувається 6 грудня. Покровитель — святий Миколай.

## Демографія
Населення за роками:

Станом на 1 січня 2023 року в муніципалітеті офіційно проживали 94 іноземці з 22 країн, серед них 36 громадян країн Євросоюзу та 10 громадян України.

## Сусідні муніципалітети
- Кастельфранчі
- Кастельветере-суль-Калоре
- Фонтанароза
- Джезуальдо
- Луогозано
- Монтемарано
- Сан-Манго-суль-Калоре
- Торелла-дей-Ломбарді
- Вілламаїна